# Thakur Anoop Singh
Thakur Anoop Singh (nascido em 23 de março de 1989) é um ator indiano. Ele interpretou Dhritarashtra na série de TV de 2013, Mahabharat. Em 2015, ele ganhou uma medalha de ouro em um concurso de fisiculturismo em Bangkok, na Tailândia.

## Carreira

### Títulos nacionais e internacionais
| Ano  | Prémio | Evento                                              | Categoria                |
| ---- | ------ | --------------------------------------------------- | ------------------------ |
| 2015 | Ouro   | 7º WBPF Campeonato Mundial Bodybuilding - Tailândia | Físico Fitness Masculino |
| 2015 | Bronze | 49º Campeonato Asiático - Uzbequistão               | Físico Fitness Masculino |
| 2015 | Prata  | Fit Factor - Mr Índia 2015                          | Físico Fitness Masculino |

## Televisão
| Ano     | Título                               | Papel                 | Língua | Canal                      |
| ------- | ------------------------------------ | --------------------- | ------ | -------------------------- |
| 2011    | Dwarkadheesh – Bhagwaan Shree Krishn | Prince                | Hindi  | Imagine TV                 |
| 2011    | Kahani Chandrakanta Ki               | Participação especial | Hindi  | Sahara One                 |
| 2011    | Chandragupta Maurya                  | Prince                | Hindi  | Imagine TV                 |
| 2011    | Jai Bajrangbali                      | Prince                | Hindi  | Imagine TV                 |
| 2011    | Ramayan                              | Hanuman               | Hindi  | Sahara One                 |
| 2012-14 | Mahabharat                           | Dhritarashtra         | Hindi  | Star Plus                  |
| 2014    | Akbar Birbal                         | Mullah Do Piyaza      | Hindi  | Reliance Broadcast Network |
| 2014    | CID                                  | Participação especial | Hindi  | Sony Entertainment         |

## Filmografia
| † | Denota filmes que ainda não foram lançados |

| Ano  | Filme                          | Papel           | Língua         | Nota                                          |
| ---- | ------------------------------ | --------------- | -------------- | --------------------------------------------- |
| 2017 | Si3                            | Vittal Prasad   | Tamil          |                                               |
| 2017 | Winner                         | Aadi            | Telugu         |                                               |
| 2017 | Commando 2                     | K.P             | Hindi          |                                               |
| 2017 | Rogue                          | Psycho          | Telugu Kannada |                                               |
| 2017 | Bebhan†                        | Uday Patwardhan | Marathi        |                                               |
| 2018 | Achari America Yatra           | Vikram          | Telugu         |                                               |
| 2018 | Naa Peru Surya, Naa Illu India | Challa's Son    | Telugu         |                                               |
| 2018 | Yajamana †                     |                 | Kannada        |                                               |
| 2020 | Shotru 2 †                     |                 | Bengali        | Remake de 2017 do filme Tamil Si3             |
| 2020 | Sainik                         |                 | Bengali        | Remake de 2018 do filme Telegu Naa Peru Surya |